# بانک پکن
بانک پکن (به چینی: 北京银行) شرکت خدمات مالی و بانکداری چینی است، که در سال ۱۹۹۶ تأسیس شد. بانک پکن در حال حاضر دارای ۱۶۰ شعبه بانکداری خرد می‌باشد و در سال ۲۰۱۰ دارایی آن بالغ بر ۵۰۱ رنمینبی اعلام شد.
شعبه مرکزی این بانک در شهر پکن قرار دارد و بخشی از سهام آن در بازار بورس شانگهای معامله می‌شود. شهرداری پکن و گروه آی‌ان‌جی سهام‌داران اصلی بانک پکن به‌شمار می‌آیند.